# Texas Across the River
Texas Across the River is een Amerikaanse film van Paramount Pictures uit 1966, onder regie van Michael Gordon. Dean Martin en Joey Bishop spelen de hoofdrollen.

## Verhaal
Aan het begin van de film staan een vrouw genaamd Phoebe Ann Naylor en een man genaamd Don Andrea de Baldasar op het punt te gaan trouwen. De bruiloftsceremonie wordt echter verstoord door de cavalerie, die blijkbaar met Don Andrea nog een erezaak af te handelen heeft.
Andrea kan ontsnappen en vlucht naar Texas. Daar ontmoet hij Sam Hollis en diens Indiaanse handlanger Kronk, die een lading geweren naar Moccasin Flats brengen. Hij reist met hen mee. Al snel komt Phoebe hem achterna. Sam wordt direct verliefd op Phoebe, waardoor een sterke rivaliteit ontstaat tussen hem en Andrea.
Onderweg redt Sam een Indiaanse vrouw genaamd Lonetta. In de climax van de film redt hij de stad en wordt zijn naam gezuiverd.

## Rolverdeling
| Acteur             | Personage             |
| ------------------ | --------------------- |
| Dean Martin        | Sam Hollis            |
| Alain Delon        | Baldazar              |
| Rosemary Forsyth   | Phoebe Ann Naylor     |
| Joey Bishop        | Kronk                 |
| Peter Graves       | Stimpson              |
| Michael Ansara     | Iron Jacket           |
| Andrew Prine       | Sibley                |
| Richard Farnsworth | Comanche Medicine Man |